# Гунтард Нантский
Гунтард (Гунтхард, Гохард; лат. Gunthardus, фр. Gohard; VIII век, Анже — 24 июня 843, Нант) — епископ Нанта (835—843), погибший при захвате города викингами Гастинга; священномученик и кефалофор (дни памяти — 24 июня и 25 июня).

## Биография

### Исторические источники
О епископе Нанта Гунтарде сообщается в нескольких раннесредневековых исторических источниках: в «Бертинских анналах», в «Ангулемских анналах», в «Фонтенельской хронике», в «Нантской хронике», в «Хронике Анже», в хронике Адемара Шабаннского, а также в сочинении современника событий Эрментария «Перенесение мощей и чудеса святого Филиберта». Наиболее подробные свидетельства находятся в «Нантской хронике», но в ней часть сведений основана на преданиях, и подвергается историками сомнению.
В XVI веке каноником кафедрального собора Святого Маврикия в Анже было составлено описание совершённого в 1523 году перенесения мощей Гунтарда, также содержащее и краткое житие этого святого.
В списках глав Нантской епархии, наиболее ранний из которых, вероятно, был составлен в X веке, Гунтард назван преемником епископа Друтгария и предшественником Гисларда. Однако, в действительности, непосредственным преемником Гунтарда был епископ Актард.

### Епископ Нанта
О ранних годах жизни Гунтарда известно очень мало. Упоминается о том, что он родился в VIII веке в городе Анже и что ещё в юности как облат был передан местному собору Святого Петра. В этом храме он стал клириком, а позднее был рукоположен епископом Бенедиктом в сан пресвитера.
В 835 году Гунтард возглавил Нантскую епархию, став на кафедре преемником скончавшегося епископа Друтгария. Первое свидетельство о нём как епископе Нанта в современных ему источниках датировано 1 апреля 837 года, когда он засвидетельствовал своей подписью завещание епископа Ле-Мана Альдрика. Ещё один документ, подписанный епископом Гунтардом в 840 году, сохранился в картулярии Редонского аббатства.
Управление Гунтардом Нантской епархией пришлось на время войн между франками, бретонцами и викингами. В 841 году против франкского короля Карла II Лысого поднял мятеж бретонский правитель Номиноэ. Уже вскоре этот конфликт перерос в широкомасштабную войну, в которую оказались вовлечены многие представители знати Нейстрии. Один из таких знатных франков, Ламберт II, безуспешно претендовавший на должность графа Нанта, перешёл на сторону Номиноэ. С его помощью бретонцы 24 мая 843 года одержали победу в сражении при Блене, в котором погиб нантский граф Рено Эрбожский. Оставшийся без правителя Нант стал лёгкой добычей Ламберта II, но уже приблизительно через две недели тот был изгнан из города. Чтобы отомстить жителям Нанта за непокорность, Ламберт II организовал нападение на город нанятого им войска викингов под командованием Гастинга.
Известие о намерении викингов совершить набег на Нант быстро разнеслось по селениям долины Луары, и вынудило местных жителей, священников и мирян, искать убежища за стенами города. Укрылся в Нанте и Гунтард, до того пребывавший в монастыре Эрмелада в Эндре. Однако каких-либо мер предосторожности, кроме закрытых ворот, в Нанте принято не было. Поэтому когда ранним утром 24 июня 843 года, в день Рождества Иоанна Предтечи, викинги атаковали Нант, это стало для городской охраны полной неожиданностью. Не встречая никакого сопротивления, норманны ворвались в Нант, где предались грабежам и убийствам. Некоторые из франков забаррикадировались в каменном кафедральном соборе Святых Петра и Павла, где шла месса в память о святом Иоанне Крестителе. Однако викинги через окна проникли в здание и убили всех, кто там был. По свидетельству «Нантской хроники», Гунтард погиб в то самое время, когда несмотря на происходившее в храме читал текст «Sursum corda» у алтаря святого Ферреола. Последние слова, произнесённые епископом были: «Вознесём сердца». Множество франков также было убито, ещё больше пленено и увезено викингами в лагерь на острове Нуармутье: позднее часть из них была освобождена за выкуп, а часть продана в рабство. Нант был разграблен и частично сожжён, а его правителем снова стал Ламберт II.

### Посмертное почитание
По церковному преданию, обезглавленный викингами Гунтард взял в руки свою голову, дошёл до пристани на Луаре, взошёл на корабль и приплыл в свой родной город Анже. Здесь он, якобы, и был похоронен в соборе Святого Петра. В действительности, тело нантского епископа первоначально было погребено на месте его смерти. Только в начале X века (возможно, в 919 году) из-за угрозы нового захвата Нанта викингами священные реликвии Гунтарда были перенесены в Анже.
Гунтард был канонизирован в 1096 году папой римским Урбаном II. В 1211 и 1523 году в Анже производили перенесения останков нантского епископа. Во время последнего перенесения могила Гунтарда в соборе Святого Петра была торжественно вскрыта и там обнаружили нетленные мощи святого. В Нанте главной реликвией святого была риза, в которую епископ был одет во время гибели. Все реликвии Гунтарда Нантского были утеряны в годы Великой французской революции.
Имя Гунтарда Нантского внесено в «Римский мартиролог». Святой поминается всеми католиками 25 июня. В Нантской епархии день памяти святого отмечается 24 июня вместе с поминовением всех христиан, погибших при захвате города викингами.